# Bougainville (eiland)
Bougainville, genoemd naar de Franse ontdekkingsreiziger Louis Antoine de Bougainville, is een eiland in de Grote Oceaan. Het eiland is, met een oppervlakte van 8800 km², het grootste eiland van de Noordelijke Salomonseilanden. Het behoorde tot voor kort staatkundig bij Papoea-Nieuw-Guinea als onderdeel van de Autonome Regio Bougainville. Er leefden in 2000 175.160 mensen op het eiland. 
Officiële talen zijn Tok Pisin en Engels. 
Het eiland Buka is gelegen aan de noordwestkant van Bougainville, dat door een slechts ongeveer 200 meter brede zeestraat wordt gescheiden van Bougainville.

## Geschiedenis
De eerste mensen vestigden zich vermoedelijk omstreeks 29.000 jaar voor het begin van de jaartelling op het eiland.
De eerste Europeaan, die op Bougainville voet aan land zette, was de Spanjaard Álvaro de Mendaña de Neira (1568). Het bleef bij een kort en vluchtig bezoek. Het eiland werd pas in 1768 door de Franse ontdekkingsreiziger Louis Antoine de Bougainville herontdekt (die het eiland zijn in de meeste landen gebruikelijke huidige naam gaf), maar niet door Frankrijk gekoloniseerd.
Van 1886 tot 1919 behoorde Bougainville tot Duits-Nieuw-Guinea. Na de Eerste Wereldoorlog maakte het deel uit van het territorium Nieuw-Guinea, en was daarmee de facto een provincie van Australië.
Van 1942, toen Japanse troepen Bougainville veroverden, tot de eerste aanvallen door de geallieerden in november 1943 en uiteindelijk de bevrijding in 1945, was het eiland een van de strijdtonelen in de Tweede Wereldoorlog. In 1949 werd Bougainville een deel van het territorium Papoea en Nieuw-Guinea, en in 1975 van Papoea-Nieuw-Guinea.
Tussen 1989 en 1997 was op het eiland een bloedige burgeroorlog aan de gang tussen de lokale rebellengroep Bougainville Revolutionary Army (BRA), geleid door Francis Ona, en regeringstroepen. Op een toenmalige bevolking van 200.000 personen kwamen, naar schatting, in deze oorlog 20.000 burgers om, vooral door acties van het regeringsleger.
In 1997 volgde een wapenstilstand, en in 1998 werd in Nieuw-Zeeland een voorlopig vredesakkoord getekend, gevolgd door een definitief vredesakkoord in 2001. Bougainville kreeg de status van autonome regio en uiterlijk in juni 2020 zou een niet-bindend onafhankelijkheidsreferendum georganiseerd worden om de toekomst van het gebied te bepalen. Dit referendum werd uiteindelijk gehouden van 23 november tot 7 december 2019. In dit niet-bindend referendum stemde 98% voor onafhankelijkheid. In de zomer van 2021 werd na onderhandelingen overeengekomen dat Bougainville ten laatste in 2027 onafhankelijk zou worden.

## Bevolking en talen
Het eiland wordt vooral bewoond door Melanesiërs, die, omdat velen van hen Papoeatalen spreken, door de meeste etnologen tot de Papoea's worden gerekend. Opvallend is, dat sommige groepen bewoners van Bougainville een donkerder huidskleur hebben dan de omliggende volkeren.  In de periode 1890-1960 is een groot deel van de bevolking tot het christendom bekeerd, maar o.a. op Buka is dit vermengd met oorspronkelijke religieuze tradities. Een kleine meerderheid van de christenen op Bougainville is rooms-katholiek.
Een oude traditie van de oorspronkelijke bewoners van Bougainville is de matrilineaire afstamming.
Een van de talen die door bewoners wordt gesproken is het Rotokas. Deze taal wordt geschreven met twaalf letters: a, e, g, i, k, o, p, r, s, t, u en v. Daarmee heeft ze het kortste alfabet ter wereld.

## Geografie
Op het eiland bevinden zich meerdere vulkanen. In het zuidwesten van het eiland ligt de vulkaan Loloru, naar het noordwesten de actieve Bagana (1750 meter hoog) en meer centraal op het eiland de vulkaan Billy Mitchell. Verder naar het noordwesten ligt de holocene vulkaan Mount Balbi die tevens het hoogste punt vormt van het eiland. Al deze vulkanen maken deel uit van de bergketen Emperor Range die van noordwest naar het zuidoosten over het eiland loopt.

## Economie

### Mijnbouw
Van 1972 tot 1989 was op het eiland de Panguna-mijn in bedrijf. De locatie van de mijn is hemelsbreed 15 km ten zuidwesten van Arawa, maar de weg erheen is door het geaccidenteerde terrein bochtig en circa 30 km lang. Het was enige jaren lang de grootste kopermijn in dagbouw ter wereld. Naast koper werden, in geringere hoeveelheden, ook zilver en goud gewonnen. De koperwinning, waarbij de werkwijze van flotatie werd toegepast, is steeds gepaard gegaan met grote schade aan het milieu in de omgeving van de mijn. Een groot gebied rondom de mijn is zeer ernstig chemisch vervuild. De gang van zaken rondom de mijn (beloftes, om de lokale bevolking in belangrijke mate te laten delen in de winsten van de mijn, werden niet nagekomen; de bevolking begon de ecologische schade aan haar leefgebied door de mijnbouw te beseffen) was aanleiding tot opstanden, culminerend in de in 1987 uitgebroken burgeroorlog. Bij het begin daarvan werd de mijn gesloten.
Anno 2019 is de mijn nog steeds gesloten. De milieuschade, die hersteld moet worden, de kwesties rond de vraag, wie van de winsten van de koperwinning mag profiteren, en de politieke instabiliteit van het intussen onafhankelijke Bougainville, vormen drie redenen voor grote mijnbouwconcerns, om de exploratie van de hier aanwezige delfstoffen nog niet opnieuw ter hand te nemen.

### Landbouw
Op grote plantages worden vooral kopra en cacao verbouwd. Deze producten vormen na de mijnsluiting het hoofdbestanddeel van de export van het eiland. Ook de kust- en zeevisserij is niet onbelangrijk.
1885-1919: Bismarckarchipel · Keizer Wilhelmsland · Marshalleilanden · 
1885-1899: Bougainville · Buka · 
1899-1919: Carolinen · Marianen · Nauru · Palau